# Standardhebung
Als Standardhebung bezeichnet man im Steuerrecht die Verbesserung von Immobilien im Rahmen der Instandsetzung und Modernisierung. Mit einer Standardhebung verbundene Aufwendungen rechnen zu den Anschaffungs- oder Herstellungskosten und können nur zeitlich gestreckt in Form von Abschreibungen steuerlich geltend gemacht werden. Erhaltungsaufwendungen hingegen können regelmäßig sofort als Betriebsausgaben oder Werbungskosten abgesetzt werden. Bei Verbesserung von mindestens drei der vier zentralen Merkmale einer Immobilie tritt eine Standardhebung ein.
Zentrale Merkmale sind hierbei:
- Heizungsanlage
- Sanitäranlage
- Elektroinstallation
- Fenster

Als Verbesserung gilt die Hebung von einem sehr einfachen auf einen mittleren Standard sowie die Hebung von einem mittleren auf einen sehr anspruchsvollen Standard. Beispiele für einen sehr einfachen Standard sind laut Schreiben des BMF:
- Das Bad besitzt kein Handwaschbecken
- Das Bad ist nicht beheizbar
- Eine Entlüftung im Bad ist nicht vorhanden
- Die Wände im Bad sind nicht überwiegend gefließt
- Die Badewanne steht ohne Verblendung frei
- Es ist lediglich ein Badeofen vorhanden
- Die Fenster haben nur eine Einfachverglasung
- Es ist eine technisch überholte Heizungsanlage vorhanden (z. B. Kohleöfen)
- Die Elektroversorgung ist unzureichend

Ein sehr anspruchsvoller Standard liegt vor, wenn bei Einbau der zentralen Ausstattungsmerkmale nicht nur das Zweckmäßige, sondern das Mögliche, vor allem durch den Einbau außergewöhnlich hochwertiger Materialien, verwendet wurde (Luxussanierung).
Im Fall der Standardhebung sind die Aufwendungen der Bemessungsgrundlage der Abschreibung für Abnutzung der Immobilie zuzurechnen, werden also regelmäßig auf 33, 40 oder 50 Jahre verteilt.

## Anschaffungsnahe Herstellungskosten
Den gleichen Effekt haben anschaffungsnahe Herstellungskosten nach § 6 Abs. 1 Nr. 1a EStG. Diese liegen vor, wenn Aufwendungen anfallen für die Instandsetzung und Modernisierung eines Gebäudes
- innerhalb von 3 Jahren nach Anschaffung
- über 15 % der Anschaffungskosten (Vergleich der Werte ohne Umsatzsteuer, unabhängig vom Vorsteuerabzug)
- die nicht Erweiterungen sind
- und die nicht jährlich üblicherweise anfallende Erhaltungsaufwendungen sind.

Auch hier sind die Aufwendungen nicht als Werbungskosten abzugsfähig, sondern nur im Rahmen der Gebäudeabschreibung.